# Nova Škotska
Nova Škotska (engl.: Nova Scotia, preuzeto iz lat. naziva; franc.: Nouvelle-Écosse; škotski gaelski: Alba Nuadh), je pokrajina u Kanadi, koja se nalazi na atlantskoj obali zemlje. Pokrajina pokriva površinu od 55 500 km² na kojoj živi oko 935 962 stanovnika. Glavni grad pokrajine je Halifax.
Gospodarstvo Nove Škotske većinom se temelji na primarnim djelatnostima kao što su ribarstvo, rudarstvo, šumarstvo i poljoprivreda, ali su zadnjih nekoliko desetljeća gospodarske aktivnosti proširene i na turizam, tehnologiju, umjetnost i financije.
Micmac Indijanci izvorni su stanovnici ovog područja. Početkom 17. stoljeća ovo područje koloniziraju Francuzi koji u Port Royalu podižu prvo europsko trajno naselje sjeverno od Floride, čime osnivaju Akadiju. U 18. stoljeću ovo područje osvajaju Britanci koji 1749. osnivaju novi glavni grad Halifax. Godine 1867., Nova Škotska postaje jedna od pokrajina osnivačica Kanadske konfederacije, zajedno s Novim Brunswickom i Provincijom Kanadom (koja se podijelila na zasebne pokrajine Québec i Ontario). Pokrajina je nazvana prema Škotskoj, a i danas su Škoti najveća etnička skupina u ovoj pokrajini.

## Povijest
Prije 11.000 godina područja današnje Nove Škotske nastanjivali su Paleoindijanci. Predaci Micmac Indijanaca živjeli su u tom području prije tisuću do pet tisuća godina. Njihovi potomci bili su autohtoni narod ovog područja.

### Dolazak Europljana
Vjeruje se da je prvi Europljanin koji se iskrcao na ovom području bio mletački istraživač Giovanni Caboto koji je plovio pod engleskom zastavom i koji je 1497. posjetio otok Cape Breton. Prvo europsko naselje u ovom području osnovali su Francuzi 1604. pod vodstvom Pierrea Dugue na otoku Saint Croix na rijeci Saint Croix. Zbog teških zimskih uvjeta kolonisti su se iduće godine preselili na sjeverozapadno područje današnje Nove Škotske gdje su osnovali Port Royal koji je postao glavni grad francuske kolonije Akadije. Port Royal i ostala francuska naselja u ovom području napuštena su nakon što ih je 1613. napali Englezi pod vodstvom Samuela Argalla.
Englesko-škotski kralj Jakov I. pripojio je 1620. francuske posjede na atlantskoj obali Novoj Engleskoj. Prvo škotsko naselje u Americi bilo je osnovano 1621. u Novoj Škotskoj. Dana 29. rujna 1621. kralj Jakov I. dao je grofu Williamu Alexanderu povelju o osnivanju kolonije. Iduće godine prvi naseljenici su iz Škotske krenuli prema koloniji u Novom svijetu.
Prva kolonija je zbog nedostatka sposobnih kolonista ubrzo propala, pa su 1627. poslani opremljeniji kolonisti. Iste godine izbija rat između Engleske i Francuske, za vrijeme kojeg Francuzi ponovno zauzimaju svoju koloniju u Port Royalu. Kasnije su te godine englesko-škotske snage ponovno uništile francuska naselja i istjerali naseljenike. Ubrzo su se u Port Royal doselili Škoti.
Prema povelji kolonije, Nova Škotska koja je definirana kao teritorij između Newfoundlanda i Nove Engleske bila je dio Škotske, što je kasnije iskorišteno kako bi se izbjegli engleski pomorski zakoni. Godine 1631., englesko-škotski kralj Karlo I. potpisuje sporazum kojim Novu Škotsku vraća Francuskoj, što rezultira odlaskom škotskih naseljenika iz kolonije.
Godine 1654., francuski kralj Luj XIV. imenuje plemića Nicholasa Denysa na mjesto guvernera Akadije, dodjeljujući mu pravo na sva zaplijenjena područja i resurse. Engleski kolonisti osvajaju Akadiju za vrijeme prvog francusko-indijanskog rata, ali teritorij vraćaju Francuskoj sporazumom u Ryswicku. Za vrijeme drugog sukoba, Britanci osvajaju ponovno taj teritorij, a njihovo vlasništvo nad njim potvrđeno je 1713. Utrechtskim mirom. Francuzi su kao svoje posjede zadržali otok Saint Jean (današnji otok Princa Edwarda) i otok Royale (današnji otok Cape Breton), na kojem su izgradili utvrdu Louisbourg. Francuska je nastavila tražiti povrat kopnenog područja Nove Škotske (današnji Novi Brunswick), što je rezultiralo trajnom napetošću odnosa.

### Britanska kolonija
Od 1691. do 1696., postojali su zahtjevi da se područje Nove Škotske pridruži Provinciji Massachusetts Bay, premda na tom području nije bilo engleskih naselja. Početkom 18. stoljeća Nova Škotska dobiva prvog kolonijalnog upravitelja, a glavni grad je u čast kraljice preimenovan u Annapolis Royal. Iako su Britanci preuzeli vlast, većina stanovnika kolonije bili su rimokatolički Francuzi koji su nevoljko gledali na britansku upravu. Usprkos osnivanju Halifaxa 1749. kao novog glavnog grada i doseljavanju velikog broja njemačkih protestanata u Lunenburg 1753., kolonija je ostala većinski akadijska.
Zbog ove situacije u koloniji Britanci 1755., pokreću prisilno iseljavanje preko 12.000 Akadijaca što je događaj ostao zapamćen kao „Veliko preseljenje“ (Grand Dérangement). Akadijci su razmješteni diljem Atlantika, u Trinaest kolonija, Louisiani, Québecu, Velikoj Britaniji i Francuskoj. Vrlo mali broj ovih iseljenika se kasnije vratio u Novu Škotsku.
S vremenom se upravna struktura kolonije promijenila. Nova Škotska je 1754. dobila vrhovni sud, a 1758. zakonodavnu skupštinu. Godine 1763., otok Cape Breton postao je dio Nove Škotske, dok je šest godina kasnije otok St. John's (današnji otok Princa Edwarda) postao odvojena kolonija. Godine 1765., stvoren je okrug Sunbury koji je pokrivao područje današnjeg Novog Brunswicka i istočnog Mainea do rijeke Penobscot. Francusko-američki vojni savez uspješno je 1781. pobijedio Britansku kraljevsku mornaricu u bitki kod Louisbourga. Godine 1784. je zapadni kopneni dio kolonije postao samostalna provincija Novi Brunswick, dok je teritorij u Maineu postao dio novoosnovane američke države Massachusetts. Iste godine je Cape Breton postao odvojena kolonija, da bi 1820. bio vraćen Novoj Škotskoj.
Nakon protjerivanja Akadijaca, u Novu Škotsku se na poziv britanskog upravitelja doseljavaju farmeri iz Nove Engleske. Nakon što su Britanci izgubili rat protiv Amerikanaca, oko 30 tisuća lojalista doseljava se u Novu Škotsku, od toga pola u zapadni kopneni dio (današnji Novi Brunswick). Danas su više od pola stanovništva ove pokrajine potomci tih doseljenika koji su došli nakon iseljavanja Akadijaca. Crni lojalisti, kojih je bilo oko tri tisuće preseljeni su 1792. u Sijera Leone.
Veliki broj škotskih gorštaka koji su govorili gaelskim jezikom doselili su se u 18. i 19. stoljeću na Cape Breton i zapadni kopneni dio pokrajine. Godine 1812., Hector Maclean doselio se u Pictou sa sveukupnim stanovništvom (oko 5000 osoba) područja Glensanda i Kingairloch u Škotskoj. Oko tisuću Ulsterskih Škota se u ovo vrijeme doselilo u središnju Novu Škotsku, kao i oko tisuću farmera iz Yorkshirea i Northumberlanda u razdoblju između 1772. i 1775. godine. U idućem razdoblju najveći dio doseljenika činili su britanski protestanti.
U 18. stoljeću, otvoreno je nekoliko rudnika ugljena u Novoj Škotskoj, a sve njih je 1827. preuzela britanska rudarska udruga General Mining Association koja je uvela novu tehnologiju u to ekonomsko područje Nove Škotske, kao što je parni stroj i željeznica, koja je bila prva željeznica u Kanadi, a prevozila je ugljen do brodova. Sredinom 19. stoljeća Nova je Škotska postala važna brodogradarska sila, te je ubrzo imala znatan udio u Britanskom imperiju u ovoj industriji. Isprva su brodovi građeni za britanske brodovlasnike, da bi na kraju kolonija uspostavila svoju vlastitu flotu trgovačkih brodova.

### Kanadska konfederacija
Nova Škotska je bila jedna od prvih britanskih kolonija koja je uspostavila vladu odgovornu zakonodavnom tijelu mjesto monarhu, početkom 1848. godine. Ovaj status samoupravne kolonije Nova Škotska je dobila zahvaljujući naporima Josepha Howea. Godine 1867., premijer Charles Tupper poveo je Novu Škotsku u novoosnovanu Kanadsku konfederaciju, zajedno s Novim Brunswickom i Provincijom Kanadom.
Ubrzo počinje rasti antikonfederacijsko raspoloženje u Novoj Škotskoj, te na pokrajinskim izborima 1868. Antikonfederacijska stranka osvaja 18 od 19 mjesta saveznih zastupnika, te 35 od 38 mjesta u pokrajinskom zakonodavnom tijelu. Idućih godina antikonfederacijalisti bezuspješno pokušavaju uvjeriti britanske vlasti na izlazak Nove Škotske iz konfederacije, smatrajući njen položaj kao područja pripojenog Provinciji Kanadi.
Skupština Nove Škotske je te iste godine odbila priznati legitimnost konfederacije, ali nikad nije službeno izašla iz konfederacije. Antikonfederacijalistički stavovi prešli su kasnije u pokret koji je dugo bio aktivan u tom dijelu Kanade. Na Dan Kanade su novoškotske zastave znale biti na pola stijega.

### 20. stoljeće
Za vrijeme Prvog svjetskog rata Halifax je postao velika međunarodna pomorska luka. Iz ove luke su iz Sjeverne Amerike za Europu odlazili brodovi koji us prevozili oružje, zalihe i vojsku, a dolazili su brodovi koji su vraćali ranjenike. Ovi čimbenici pridonijeli su vojnom, industrijskom i stambenom razvoju grada. Dana 6. prosinca 1917. u luci u Halifaxu se francuski teretni brod pun ekspoziva slučajno sudario s norveškim brodom što je prouzrokovalo najveću slučajnu eksploziju u povijesti u kojoj je ubijeno 2.000 ljudi, a 9.000 osoba ranjeno.
Dana 15. travnja 1923. u 2 sata poslije ponoći, sav cestovni promet u Novoj Škotskoj je promijenjen s vožnje lijevom na desnu stranu ceste.

## Zemljopis
Teritorij pokrajine Nove Škotske može se promatrati u dvije cjeline. Površinski najveći cjelinu čini poluotok Nova Škotska koji je okružen Atlantskom oceanom i koji ima vrlo razvedenu obalu s brojnim uvalama. Najveća udaljenost od kopna do oceana na cijeloj Novoj Škotskoj je 67 km. Drugu cjelinu čini otok Cape Breton koji je veliki otok sjeveroistočno od kopnenog dijela Nove Škotske. Pokrajina Nova Škotska po veličini je druga najmanja pokrajina Kanade nakon Otoka Princa Edwarda.

### Položaj
Poluotok Nova Škotska kopneno je povezan sa Sjevernom Amerikom prevlakom Chignecto. Osim kopnenog dijela i velikog otoka Cape Breton, u sastav pokrajine spadaju i brojni manji otoci.
Geološka povijest ove pokrajine traje više od 1,2 milijarde godina. U prošlosti je južni kraj kopnenog dijela pokrajine bio povezan s Afrikom dok je južni dio, uključujući otok Cape Breton bio cjelina sa Skandinavijom i Škotskom.
Uz razvijenu obalu bogatu plažama, pejzaž Nove Škotske krase brojni brežuljci, nekoliko niskih planinskih lanaca, doline rijeka, jezera i šume. Nova Škotska čini dio zaljeva St. Lawrence i njegovog južnog tjesnaca Northumberland. Tjesnac Cabot nalazi se sjeverno i istočno od Cape Bretona. Najveći dio zaljeva Fundy leži na sjeverozapadnoj obali pokrajine, uključujući nekoliko manjih zaljeva. Zaljev Maine nalazi se na zapadnoj obali, a jedan njegov dio čini zaljev Fundy. Atlantička obala Nove Škotske vrlo se razvila od razdoblja otopljivanja leda, te su stvorena područja koja obiluju bogatim podmorskim životinjskim bogatstvima.

### Klima
Nova Škotska nalazi se u području umjerene klime, iako je pokrajina okružena morem klima ima karakteristike bliže kontinentalnoj neko morskoj klimi. Ipak, ocean ima veliki utjecaj na promjene u klimi. Vodene mase koje okružuju pokrajini su zaljev St. Lawrence na sjeveru, zaljev Fundy na zapadu, te Atlantik na jugu i istoku. Iako konstantna temperatura Atlantskog oceana utječe na umjeravanje klime južne i istočne obale, nakupine leda u zaljevu St. Lawrence utječu na povećanju zahlađenja zimskog razdoblja na sjeveru pokrajine. Plitkoća zaljeva također utječe i na brže zagrijavanje i povećanje ljetnih temperatura na sjeveru. Ljeto službeno traje od prve nedjelje u travnju do zadnje subote u listopadu.
Padaline na ovom teritoriju variraju od 140 cm na jugu do 100 cm u drugim dijelovima. Magla je vrlo česta na nekim mjestima, tako da je u Halifax oko 196 dana godišnje maglovito, dok se taj broj u Yarmouthu penje i do 191 dan.
Prosječne godišnje temperature su:
- U proljeće od 1 °C do 17 °C
- Ljeti od 14 °C do 25 °C
- U jesen od 5 °C do 20 °C
- Zimi od −11 °C do 5 °C

Zbog utjecaja oceana, Nova Škotska ima najtopliju klimu u Kanadi. Temperature variraju u velikom rasponu, ali ne previše. Lokalnu klimu još karakterizira kasno i dugo ljeto, često oblačno nebo kao i česta magla. Zbog svog položaja na Atlantskom oceanu, ovo područje često udaraju tropske oluje i uragani. Ipak, zbog hladnije vode mora ove oluje često oslabe dok dođu do Nove Škotske. U prosjeku velike oluje se događaju svake četiri godine.

## Politika
Upravno gledajući, Nova Škotska je demokratski ustrojena pokrajina s vlastitim pokrajinskim parlamentom. Lokalni parlament (Nova Scotia House of Assembly) je ustrojen kao jednodomsko tijelo s 52 zastupnika. Na čelu novoškotskog izvršnog vijeća nalazi se kralj Karlo III. koji je trenutni monarh na čelu države Kanade. Njegove dužnosti u Novoj Škotskoj obnaša njegov imenovani namjesnik. Na čelu vlade pokrajine je premijer. Sjedište pokrajinske skupštine i kraljičinog namjesnika je u Halifaxu.
Političkom scenom Nove Škotske vlada velika razlika preferencija građana u pogledu stranaka. Zbog te situacije Novom Škotskom duže vrijeme su vladale manjinske vlade i razne koalicije. Ruralni dio pokrajine većinom glasuje za Progresivnu konzervativnu stranku, područje Halifaxa za Nove demokrate, a Cape Breton većinom za Liberale dok manji dio glasa za konzervativce i demokrate. Ova situacija onemogućava jednoj stranci dobivanje potrebne većine na izborima.
Na izborima u lipnju 2009. u pokrajinski parlament izabrani su: 31 demokrat, 11 liberala i 10 konzervativaca, što je rezultiralo formiranjem prve vlade Novih demokrata u novoškotskoj povijesti, te prve vlade s potrebnom većinom nakon dugo vremena.
Novoškotska skupština je 2004. službeno pozvala Otoke Turks i Caicos na pripojenje pokrajini, ako ovi karipski otoci ikad odluče pripojiti se Kanadi.

### Upravna podjela
U Novoj Škotskoj gradovi više službeno ne postoje, otkad su 1996. okupljeni u regionalne općine (Regional Municipalities). Tako je sad pokrajinska prijestolnica Halifax dio Halifax Regional Municipality, zajedno s Dartmouthu koji je prije bio drugi grad po veličini u pokrajini. Bivši gradovi Sydney i Glace Bay danas su dio Cape Breton Regional Municipality.
Uz tri regionalne općine (Cape Breton, Halifax, Queens), pokrajina se sastoji od 18 okruga (Countys):
| - Annapolis - Antigonish - Cape Breton - Colchester - Cumberland - Digby | - Guysborough - Halifax - Hants - Inverness - Kings - Lunenburg | - Pictou - Queens - Richmond - Shelburne - Victoria - Yarmouth |

## Stanovništvo
Prema popisu iz 2001. najveća etnička skupina Nove Škotske su Škoti (29,3%), dok su druge veće etničke skupine čine Englezi (28,1%), Irci (19.9%), Francuzi (16,7%), Nijemci (10,0%), Nizozemci (3,9%), Indijanci (3,2%), Velšani (1,4%), Talijani (1.3%) i Akadijci (1,2%). Sveukupno 96,8% stanovnika ove pokrajine je europskog podrijetla. 47,4% stanovnika izjavili su da osjećaju se kao Kanađani.
Prema podacima popisa stanovništva iz 2001., u Novoj Škotskoj živi 625 osoba hrvatskog podrijetla, od čega 245 samo hrvatskog, a 385 djelomično hrvatskog podrijetla.

### Razvoj stanovništva od 1851. godine
| God. | Stanovništvo | % promjena | % promjena | Rang* |
| God. | Stanovništvo | 5-god.     | 10-god.    | Rang* |
| ---- | ------------ | ---------- | ---------- | ----- |
| 1851 | 276,854      | –          | –          | 3     |
| 1861 | 330,857      | –          | 19.5       | 3     |
| 1871 | 387,800      | –          | 17.2       | 3     |
| 1881 | 440,572      | –          | 13.6       | 3     |
| 1891 | 450,396      | –          | 2.2        | 3     |
| 1901 | 459,574      | –          | 2.0        | 3     |
| 1911 | 492,338      | –          | 7.1        | 4     |
| 1921 | 523,837      | –          | 6.4        | 7     |
| 1931 | 512,846      | –          | 2.1        | 7     |
| 1941 | 577,962      | –          | 12.7       | 7     |
| 1951 | 642,584      | –          | 11.2       | 7     |

| God. | Stanovništvo | % promjena | % promjena | Rang* |
| God. | Stanovništvo | 5-god.     | 10-god.    | Rang* |
| ---- | ------------ | ---------- | ---------- | ----- |
| 1956 | 694,717      | 8.1        | –          | 7     |
| 1961 | 737,007      | 6.1        | 14.7       | 7     |
| 1966 | 756,039      | 2.6        | 8.8        | 7     |
| 1971 | 788,965      | 4.4        | 7.0        | 7     |
| 1976 | 828,570      | 5.0        | 9.6        | 7     |
| 1981 | 847,442      | 2.3        | 7.4        | 7     |
| 1986 | 873,175      | 3.0        | 5.4        | 7     |
| 1991 | 899,942      | 3.1        | 6.2        | 7     |
| 1996 | 909,282      | 1.0        | 4.1        | 7     |
| 2001 | 908,007      | 0.1        | 0.9        | 7     |
| 2006 | 913,462      | 0.6        | 2.8        | 7     |

### Jezici
Prema popisu iz 2006., najgovoreniji materinski jezici novoškotskog stanovništva su:
| Rang | Jezik      | Br. govornika | Postotak |
| ---- | ---------- | ------------- | -------- |
| 1.   | engleski   | 832.105       | 92,53%   |
| 2.   | francuski  | 32.540        | 3,62%    |
| 3.   | arapski    | 4.425         | 0,49%    |
| 4.   | mi'kmaq    | 4.060         | 0,45%    |
| 5.   | njemački   | 4.045         | 0,45%    |
| 6.   | kineski    | 3.370         | 0,37%    |
| 7.   | nizozemski | 2.440         | 0,27%    |
| 8.   | poljski    | 1.570         | 0,17%    |
| 9.   | španjolski | 1.305         | 0,15%    |
| 10.  | grčki      | 1.035         | 0,12%    |
| 11.  | talijanski | 905           | 0,10%    |
| 12.  | korejski   | 860           | 0,10%    |
| 13.  | gaelski    | 799           | 0.10%    |

U Novoj Škotskoj 230 ljudi priča hrvatski kao materinski jezik, od toga je za njih 220 samo hrvatski materinski, dok još deset govori i neki drugi materinski jezik.

### Religija
Najveće vjerske zajednice prema broju pripadnika u ovoj pokrajini su: Rimokatolička Crkva s 327.940 (37 %); Ujedinjena Crkva Kanade s 142.520 (16 %); i Anglikanska Crkva Kanade s 120.315 (13 %) vjernika.

## Indijanci
Indijanci su danas organizirani po prvima nacijama: Acadia, Annapolis Valley, Bear River, Chapel Island First Nation, Eskasoni, Glooscap First Nation, Membertou, Millbrook, Paq'tnkek First Nation, Pictou Landing, Shubenacadie, Wagmatcook, Waycobah First Nation.

## Gospodarstvo
Gospodarstvo Nove Škotske tradicionalno se temelji na njezinim prirodnim resursima, iako je lokalna ekonomija posljednjih nekoliko desetljeća postala raznolikija. Velika prirodna, i to posebno morska bogatstva bili su glavni faktor napretka ovog područja i to još od osnutka Nove Francuske u 17 stoljeću. Danas je, zbog pretjeranog izlova, važnost ribarstva smanjena. Pretjerani izlov bakalara uzrokova je kolaps tog tržišta i gubitak oko 20.000 radnih mjesta u 1992. godini.
Zbog niza malih poduzeća, gospodarstvo Nove Škotske je među najbrže rastućim u Kanadi. Ova poduzeća čine oko 92,2% privrede pokrajine. BDP po glavi stanovnika 2005. bio je 31.344 dolara, što je ipak manje od nacionalnog prosjeka od 34.273 dolara, te skoro upola manje od BDP-a najbogatije kanadske pokrajine Alberte.
Rudarstvo je također vrlo važna gospodarska grana. Najviše se vadi gips, sol, te u manjoj mjeri silika, treset i barit. Od 1990-ih, vađenjem nafte i plina ispod morskog dna je također postalo značajan ekonomski faktor. Poljoprivreda je i dalje vrlo važan sektor, a posebno je važna drvna industrija, te proizvodnja papira u središnjem dijelu pokrajine.
Sektor obrane i zrakoplovstva s 1,5 milijarde dolara godišnje vrlo značajno pridonosi gospodarstvu pokrajine. Oko 40% vojne imovine Kanade nalazi se u ovoj pokrajini. Četvrta najveća kanadska filmska industrija nalazi se u Novoj Škotskoj gdje se godišnje producira preko sto filmova, od čega su više od pola međunarodni filmovi i televizijske produkcije. U novije vrijeme razvila se i industrija videoigara, dolaskom proizvođača kao što su HB Studios i Silverback Productions. Posebnu je pozornost 2009. dobila investicija Longtail Studiosa.
Turizam u Novoj Škotskoj izravno uključuje oko 6.500 poduzeća i generira blizu 40.000 radnih mjesta. Ova gospodarska aktivnost godišnje doprinosi s 1,3 milijarde dolara lokalnoj ekonomiji. Samo kroz luku Halifax godišnje prođe 200.000 putnaka na brodovima za kružna putovanja. Sektor informacijske tehnologije vrlo brzo se razvija u Novoj Škotskoj, te se sastoji od preko 500 poduzeća s oko 15.000 zaposlenih. U području osiguranje|osiguranja djeluje preko 360 poduzeća, a predviđeni rast zapošljavanja u ovom području je 25% u sljedeće tri godine.
Prosječan prihod novoškotskog domaćinstva je 47.100 dolara, pto je blizu nacionalnom prosjeku. U Halifaxu je prosječan prihod obitelji 58.262 dolara, što je iznad nacionalnog prosjeka. Ova činjenica, te niske cijene nekretnina u pokrajini su razlog zašto je Nova Škotska ekonomski isplativa za život. U usporedbi s međunarodnim poslovnim centrima diljem svijeta, Halifax se nalazi među prvih pet ekonomski isplativih mjesta za posao. U Novoj Škotskoj postoji veliki broj programa poticanja malih poduzeća, kao što su porezne olakšice i krediti. Pokrajina vodi politiku privlačenja velikih poduzeća u Novu Škotsku kako bi povećala broj radnih mjesta i ubrzala gospodarski rast. Velika poduzeća kao Research in Motion (RIM) i Lockheed Martin otvorili su svoje podružnice u ovoj pokrajini.
Iako je u usporedbi s ostalim kanadskim pokrajinama Nova Škotska prilično mala, ova pokrajina je veliki izvoznik određenih proizvoda. Tako je Nova Škotska najveći svjetski izvoznik božićnih drvca, jastoga, gipsa i šumskog voća. Izvozna vrijednost ribe prelazi milijardu dolara, a riblje proizvode iz ove pokrajine uvozi oko 90 zemalja svijeta.

## Obrazovanje
U Novoj Škotskoj postoji više od 450 javnih škola za djecu. Javni sustav prosvjete pruža obrazovanje do dvanaestog razreda. U pokrajini također postoje i privatne škole. Javnim sustavom obrazovanja upravlja sedam regionalnih školskih odbora odgovornih za obrazovanje na engleskom i francuskom jeziku, te Akadijsko pokrajinsko školsko vijeće (Conseil Scolaire Acadien Provincial) odgovorno za obrazovanje učenika na francuskom jeziku.
Sustav obrazovanja Nova Scotia Community College ima 13 kampusa diljem pokrajina. Ovi koledži uspostavljeni su 1988. okupljanjem pokrajinskih škola. U Novoj Škotskoj postoji 11 sveučilišta: Dalhousie University, University of King's College, Saint Mary's University (Halifax), Mount Saint Vincent University, NSCAD University, Acadia University, Saint Francis Xavier University, Nova Scotia Agricultural College, Cape Breton University, Atlantic School of Theology i frankofonsko Université Sainte-Anne.

## Kultura
Unatoč malom broju stanovnika, novoškotska glazba i kultura pod utjecajem su raznih kulturnih skupina koji žive na ovom području. Ovo područje isprva su nastanjivali Micmac Indijanci, a prvi europski doseljenici bili su Francuzi. Nakon njih dolaze Englezi, Irci, Škoti i Afrikanci, kao i razni doseljenici iz drugih kolonija. Utjecaj doseljenih škotskih gorštaka danas čini važan faktor u definiranju kulturnog života pokrajine, te danas još uvijek oko 500 do 2000 građana pokrajine tečno govori škotski gaelski jezik.
Kultura ove pokrajine postupno se razvijala dolaskom svakih od ovih skupina. Danas se za novoškotsku kulturu može reći da je mješavina raznih drugih kultura. Vlada Nove Škotske danas ohrabruje indijanski, francuski, gaelski i afričko-novoškotski kulturni razvoj. Pokrajina nastoji privući nove imigrante, iako su joj uspjesi dosad bili ograničeni. U glavnim pokrajinskim središtima kao Halifax i Sydney živi veliki broj doseljenika iz arapskih i istočnoeuropskih zemalja. Gradska vlast Halifaxa svake godine organizira multikulturalni festival.
Grad Halifax je u novije vrijeme postao središte kulturnog zbivalja u Atlantičkoj Kanadi. U gradu se nalaze razne kulturne institucije kao Nova Scotia College of Art and Design University i Symphony Nova Scotia, koji je jedini potpuni orkestar u tom dijelu Kanade. Pokrajina je poznata i po filmu, izdavaštvu i drugim oblicima umjetnosti.

### Glazba
Iako popularna glazba danas prevladava, pokrajina je i dalje najpoznatija po folklornoj i tradicionalnoj glazbi. Folklorna glazba Nove Škotske ima izražen škotski utjecaj, te su neki tradicionalni oblici glazbe ovdje očuvaniji nego u samoj Škotskoj. Ovo je posebno slučaj na otoku Cape Breton koji je međunarodno središte keltske glazbe. U kopnenom dijelu pokrajine, posebno u selima okruga Guysborough, obično se može čuti glazba s irskim utjecajem jer u ovom dijelu pokrajine dominira irska kultura.

## Vanjske poveznice
- (engl.)(fr.)Vlada Nove Škotske
- (engl.)Nova Scotia - Come To life (Glavni novoškotski portal)
- (engl.)(fr.)Turizam Nove Škotske